# Dolné Dubové
Dolné Dubové este o comună slovacă, aflată în districtul Trnava din regiunea Trnava. Localitatea se află la altitudinea de 183 m deasupra n.m., se întinde pe o suprafață de 10,4 km2 și în 2017 număra 719 locuitori. Se învecinează cu comuna Dolná Krupá.

## Istoric
Localitatea Dolné Dubové este atestată documentar din 1262.

## Demografie
| An:                | 1994 | 2004  | 2014    | 2024    |
| ------------------ | ---- | ----- | ------- | ------- |
| Număr de persoane: | 640  | 592   | 670     | 765     |
| Diferență:         |      | −7,5% | +13,17% | +14,17% |

| An:                | 2023 | 2024   |
| ------------------ | ---- | ------ |
| Număr de persoane: | 775  | 765    |
| Diferență:         |      | −1,29% |